# Видовец
Ви́довец (хорв. Vidovec) — община с центром в одноимённом посёлке на севере Хорватии, в Вараждинской жупании. Население 847 человек в самом посёлке и 5539 человек во всей общине (2001). Кроме Видовца в общину входят 10 окрестных деревень, причём несколько из них превосходят населением Видовец. Подавляющее большинство населения — хорваты (99,35 %).

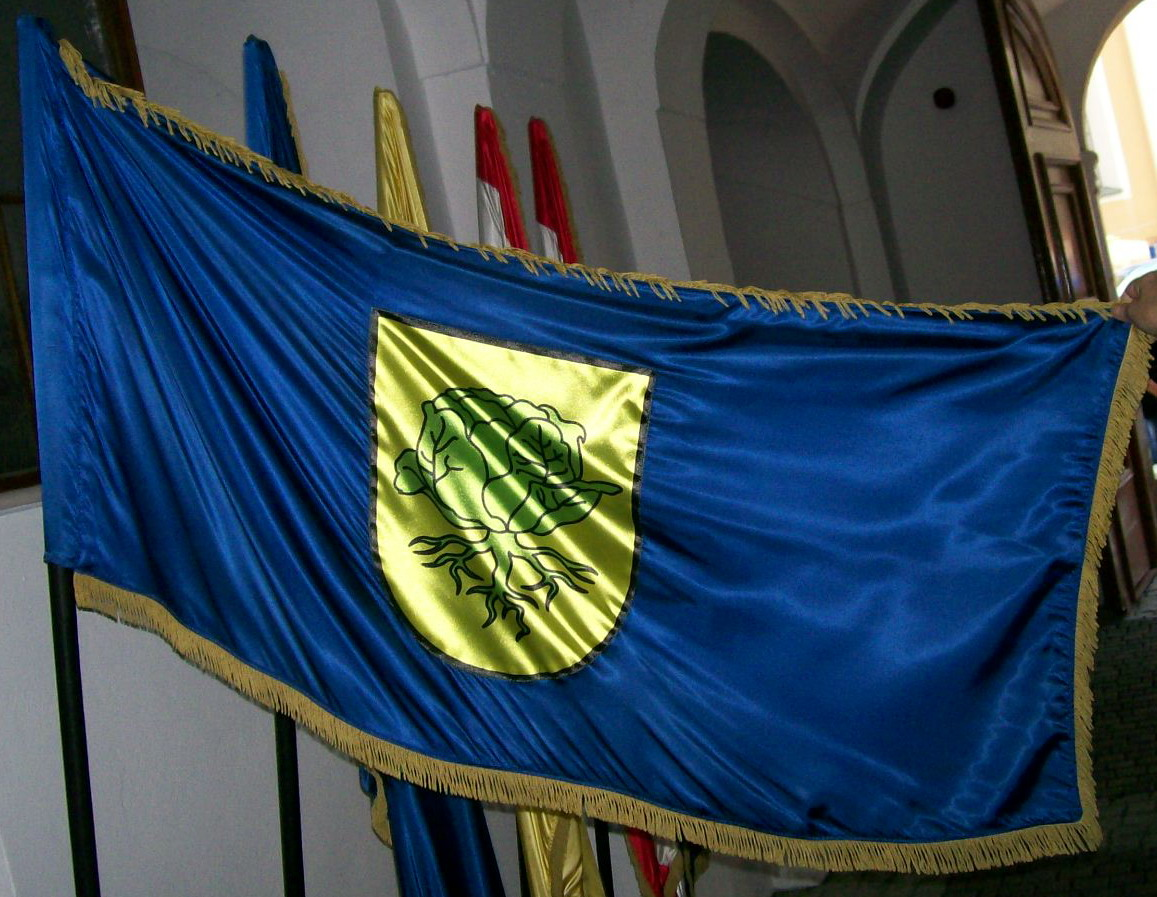
Флаг общины

Видовец находится примерно в 6 километрах к юго-западу от Вараждина, окружён полями. Через посёлок проходит шоссе D35 (Вараждин — Иванец — автомагистраль A2). Большинство населения занято в сельском хозяйстве.
Впервые Видовец упомянут в 1209 году в «Хартии» короля Андраша II.
В посёлке сохранилась дворянская усадьба первой половины XIX века и пейзажный парк того же времени площадью 1,5 гектара. Приходская церковь Видовца построена в 1820 году на месте более старого храма. В деревнях общины сохранилось несколько часовен, включая старинные.